# Barbara Prokopowicz
Barbara Prokopowicz (ur. w 1981 we Wrocławiu) – polska aktorka teatralna i telewizyjna.

## Życiorys
W 2005 ukończyła studia na PWST we Wrocławiu .
Występowała w Teatrze im. Juliusza Osterwy w Lublinie. W latach 2005–2009 aktorka Teatru Polskiego w Poznaniu. Od 2009 jest aktorką Teatru Ateneum w Warszawie.

## filmografia
- 2005: Warto kochać − jako recepcjonistka
- 2007: Biuro kryminalne − jako Julia Socha (odc. 27)
- 2012: Jesteś Bogiem − jako sekretarka
- 2014: Lekarze − jako matka Jagny (odc. 49)

## Spektakle teatralne (wybór)
| - 2004 – Proces Franza Kafki jako Anioł (reż. Marek Fiedor) – Teatr Polski w Poznaniu - 2005 – Sędziowie Stanisława Wyspiańskiego jako Jewdocha (reż. Anna Augustynowicz) – Teatr im. Juliusza Osterwy w Lublinie - 2005 – Zemsta Aleksandra Fredry jako Klara (reż. Piotr Cieplak) – Teatr Polski w Poznaniu - 2006 – Hysterikon I. Lausund jako Dziewczyna z impulsem (reż. Piotr Kruszczyński) – Teatr Polski w Poznaniu - 2006 – Odwiedziny Jona Fosse'a jako Dziewczyna(Siv) (reż. Paweł Szkotak) – Teatr Polski w Poznaniu - 2006 – TERRORDROM BRESLAU T. Staffela jako Anette(gościnnie) (reż. Wiktor Rubin) – Teatr Polski we Wrocławiu - 2007 – Amatorki Elfriede Jelinek jako Paula (reż. Emilia Sadowska) – Teatr Polski w Poznaniu - 2007 – Mamma Medea Toma Lanoye jako Medea (reż. Monika Dobrowlańska) – Teatr Polski w Poznaniu - 2008 – Nora Henrika Ibsena jako Krystyna Linde (reż. Anna Augustynowicz) – Teatr Polski w Poznaniu - 2008 – Odejścia Václava Havla jako Vlasta (reż. Izabella Cywińska) – Teatr Ateneum w Warszawie - 2009 – Walizka Małgorzaty Sikorskiej-Miszczuk jako Zrozpaczona Przewodniczka z Muzeum Zagłady (reż. Piotr Kruszczyński) – Teatr Polski w Poznaniu - 2009 – Namiętności I. Singera jako Elizabeth de Solar (reż. Izabella Cywińska) – Teatr Ateneum w Warszawie - 2009 – Moja córeczka Tadeusza Różewicza jako Dziewczyna, Betty, Kelnerka (reż. Marek Fiedor) – Teatr Ateneum w Warszawie - 2010 – Judaszek M. Sałtykowa-Szczedrina jako Anna (reż. Andrzej Bubień) – Teatr Ateneum w Warszawie - 2010 – Bóg mordu Yasminy Rezy jako Annette Reille (reż. Izabella Cywińska) – Teatr Ateneum w Warszawie |